# 格雷普克里克 (北卡羅萊納州)
格雷普克里克（英語：Grape Creek）是位於美國北卡羅萊納州切羅基縣的非建制地區。

## 歷史
格雷普克里克的郵局於1859年設立，其後於1914年停運。

## 地理
格雷普克里克所處的海拔為高於海平面522米（即1713英呎），而該地所採用的時區為UTC-5，即北美东部时区（EST）。同時該地設有夏令時間，為UTC-5調快一小時，即UTC-4（EDT）。